# Бильге Тонг Эркин
Бильге Тонг Эркин — вассальный правитель Кыргызского каганата, назначенный уйгурским каганом Моян-чуром в 758 году и получивший титул хана.

## Биография
В 751 году государство енисейских кыргызов выступили союзниками карлуков и огузов в войне против Уйгурского каганата. В 758 году уйгуры под командованием Моян-чура захватили несколько кыргызских аванпостов, а затем совершили поход в Минусинскую котловину, после чего разбили кыргызскую армию. Уйгурский каган казнил прежнего кыргызского правителя и назначил нового, даровав ему титул хана и тронное имя «Пицьсйе Тунгйе Гинь». Государство енисейских кыргызов понесло тяжелый урон от этого поражения, енисейские кыргызы были изолированы от связи с другими странами, попав в зависимость от Уйгурского каганата. В 795 году енисейские кыргызы поднимали неудачное восстание против уйгурской власти.